# Impact Festival
Impact Festival – festiwal rockowy odbywający się w Polsce od 2012 roku. 

## 2012
Warszawa, Lotnisko Bemowo, 27 lipca 2012

### Scena Główna
- Chemia
- Marlon Roudette
- Public Image Ltd
- Kasabian
- Red Hot Chili Peppers

### Scena Eventim
- Power of Trinity
- I Blame Coco
- The Vaccines
- The Charlatans

## 2013
Warszawa, Lotnisko Bemowo, 4-5 czerwca 2013

### 4 czerwca
- Ghost
- Mastodon
- Behemoth
- Airbourne
- Love and Death
- Slayer
- Korn
- Rammstein

### 5 czerwca
- Iamx
- Asking Alexandria
- Newsted
- Negramaro
- Paramore
- 30 Seconds to Mars
- Stereophonics

## 2014
Łódź, Atlas Arena, 11-12 czerwca 2014

### 11 czerwca
- Cochise
- Skillet
- Reignwolf
- Black Sabbath

### 12 czerwca
- Alegorya
- The Treatment
- Walking Papers
- Alter Bridge
- Aerosmith

## 2015
Łódź, Atlas Arena, 9 czerwca 2015

### Scena główna
- Gojira
- Slipknot

### Scena ticketmaster
- Lion Shepherd
- ONE
- Hollywood Undead
- DJ Kebs
- Godsmack

## 2017
Piąta edycja festiwalu złożona była z dwóch koncertów, które odbyły się 15 i 17 czerwca 2017 w Tauron Arena w Krakowie. Pierwszym zapowiedzianym headlinerem był System of a Down.
Na koncertach wystąpili:

### 15 czerwca
- Krzysztof Zalewski
- Machine Gun Kelly
- Linkin Park

### 17 czerwca
- Red Sun Rising
- Royal Republic
- System of a Down

## 2018
Szósta edycja festiwalu odbyła się 26 czerwca 2018, w Tauron Arenie w Krakowie. Pierwszym zapowiedzianym wykonawcą był Ozzy Osbourne. Na koncercie wystąpili:
- Galactic Empire
- Bullet for My Valentine
- Ozzy Osbourne (w ramach trasy koncertowej No More Tours)

## 2019
Impact Festival odbył się 11 czerwca 2019 w Tauron Arenie w Krakowie

## Mała scena
- Uncle Acid & The Deadbeats
- 1000mods
- FIEND

## Scena główna
- Black Rebel Motorcycle Club
- Alice in Chains
- Tool